# Giardina (Libia)
Giardina (Jardinah) è un centro abitato della Libia, nella regione della Cirenaica.